# Пам'ятник загиблим хорватським воїнам у Першій світовій війні 1914–1918

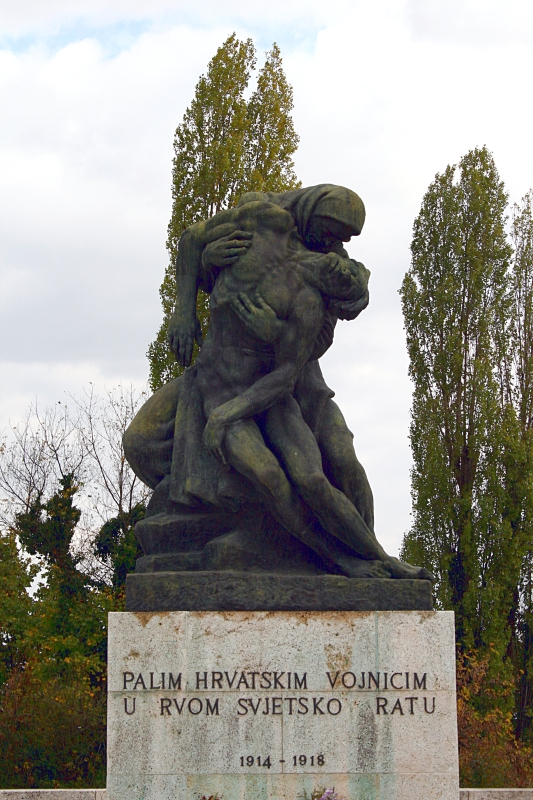
Пам'ятник загиблим хорватським воїнам у Першій світовій війні 1914—1918

Пам'ятник загиблим хорватським воїнам у Першій світовій війні 1914—1918 ― це робота двох скульпторів Вані Радауша та Йозо Туркаля створена в 1939 році. Пам'ятник розташований в хорватському місті Загреб на Мирогойському кладовищі. В 1919 році був встановлений пам'ятник, а в 1939 р. створені скульптури.
Напис «хорв. Palim Hrvatskim vojnicima...» «Загиблим хорватським воїнам…» був стертий югославськими комуністами в липні 1945 року, і до 1995 року пам'ятник був без напису. Того ж року напис було оновлено Асоціацією ветеранів війни «Хорватське домобранство».